# Thranius brunneus
Thranius brunneus là một loài bọ cánh cứng trong họ Cerambycidae.